# جانيت روسانت
جانيت روسانت هي عالمة أحياء تطورية معروفة بإسهاماتها في فهم دور الجينات في نمو الجنين، ولدت في 13 يوليو عام 1950. اشتهرت عالميا في علم الأحياء التنموي. تركز اهتماماتها البحثية الحالية على الخلايا الجذعية وعلم الوراثة الجزيئي وعلم الأحياء التطوري. على وجه التحديد، تستخدم تقنيات التلاعب الخلوي والجيني لدراسة كيفية تحكم الجينات في التطور الطبيعي وغير الطبيعي لأجنة الفئران المبكرة.